# Комарово (Бєлорєцький район)
Комаро́во (рос. Комарово, башк. Комарово) — присілок (колишнє селище) у складі Бєлорєцького району Башкортостану, Росія. Входить до складу Туканської сільської ради.
Населення — 10 осіб (2010; 36 в 2002).
Національний склад:
- росіяни — 97%